# Myrmarachne simonis
Myrmarachne simonis este o specie de păianjeni din genul Myrmarachne, familia Salticidae. A fost descrisă pentru prima dată de Herman, 1879. Conform Catalogue of Life specia Myrmarachne simonis nu are subspecii cunoscute.